# Мгебров Михайло Гаврилович
Миха́йло Гаври́лович Мге́бров (* 31 грудня 1878, Тифліс — † 1940, Ленінград) — український та російський дерматовенеролог, бригадний лікар.

## Життєпис
1904 року закінчив медичний факультет Київського університету, відразу по цьому призваний до лав армії Російської імперії, брав участь у російсько-японській війні.
Протягом 1906—1914 років працював в Кишиневі лікарем-дерматологом. За цей час двічі бував в закордонних відрядженнях, під час яких працював під орудою Луі Брока, Едмуна Лессера і Раймона Сабуро.
В часі Першої світової війни знову служив в армії — по 1918 рік.
З 1918 року працює в Одеській міській шкірно-венерологічній поліклініці. 1921 року поліклініка реорганізована в Державний дерматвенерологічний інститут ім. Е. С. Главче, до 1929 року працює його директором, згодом в інституті завідував дерматологічним відділом.
За його ініціативи в Одесі було організовано лепрозорій.
11 лютого 1929 року вибраний та затверджений професором та завідувачем кафедри шкірних та венеричних хвороб Військово-медичної академії ім. С. Кірова, цю посаду займав до смерті.
Одночасно з 1938 року керував кафедрою шкірних та венерологічних хвороб Ленінградського педіатричного інституту.
З 1933 року очолював Ленінградське дерматовенерологічне товариство, був почесним членом Московського та Одеського дерматовенерологічних товариств.
Одним з перших в Російській імперії почав спеціальне вивчення грибкових захворювань,
- ретельно описав клініку ряду грибкових атипових форм,
- детально розпрацював питання про піококові епідермодерміти — хронічна дифузна стрептодермія — та екзематидах,
- займався питаннями терапії туберкульозу шкіри,
- детально вивчив деякі форми алергії на лікарські форми — зокрема токсикодермію від хініну,
- висловив важливі положення про антигенне значення сполучень хімічних речовин з білками крові в часі розвитку процесу сенсибілізації.

В його науковому доробку 40 праць та понад сорок наукових докладів.
Досліджував особливості клінічного перебігу та терапії піодермітів у зв'язку з особливостями військової праці.
Особливо ретельно вивчав фурункульоз та його значення в розвитку загальної реактивності, пов'язаній з обміном речовин, вітамінною насиченістю, станом нервової системи,
- зробив ґрунтовну оцінку різних факторів стимулюючої терапії та описав випадки найбільшої ефективності стафілококової аутовакцини.

Багато клініко-морфологічних досліджень присвятив рідкісним дерматозам — гіпертрофічному нейродерміту та його відношенню до екземи та пруріго (почесусі) Беньє,
- вивчав як самостійну форму поверхневої різновидності бляшечного варіанту пруріго краплевидну склеродермію,
- досліджував ряд функціональних проб з фармакодинамічними речовинами та екстрактами ендокринних залоз для з'ясування ролі нейроендокринних порушень в патогенезі деяких захворювань шкіри,
- керував роботами по дослідженні водносольового, азотистого та вуглеводного обміну в шкірі при різних дерматозах,
- займався вивченням загальної патології та терапії сифілісу, вродженого зокрема, та організацією боротьби з венеричними захворюваннями.